# Ptychomitrium cylindrothecium
Ptychomitrium cylindrothecium là một loài rêu trong họ Ptychomitriaceae. Loài này được (Müll. Hal.) Paris mô tả khoa học đầu tiên năm 1898.